# Экибастузский политехнический колледж
Экибастузский политехнический колледж, основан в 1956 (с 1956 по 1972 — вечерний горно-строительный техникум, с 1973—1999 — горный техникум, в 1999 получил статус Государственного казенного коммунального предприятия «Экибастузский политехнический колледж» Департамента образования Павлодарской области. Колледж имеет два отделения (горно-экономическое, транспортное) и заочное. Срок обучения на базе 9 классов 3 года 6 месяцев, на базе 11 классов — 2 года 6 месяцев. Имеет 4-хэтажный административно-учебный корпус, в котором размещено 37 кабинетов и лабораторий; учебно-производственные мастерские, библиотеку с читальным залом; спортивно-оздоровительный комплекс, компьютерный класс, стрелковый тир, тренажерный зал, музей. В 2003—2004 учебном году обучалось 504 учащихся. За годы существования учебного заведения подготовлено 8668 специалистов. В колледже работают 59 преподавателей.
В сентябре 2022 года переехал в новое здание Межрегионального учебного центра на пересечении улиц Маншук Маметовой и Естая Беркимбаева.

## Специальности

### Горно-экономическое отделение
- Учёт и аудит
- Финансы
- Вычислительная техника и программное обеспечение (ВТПО)

### Транспортное отделение
- Электроснабжение железных дорог (по отраслям)
- Техническая эксплуатация, обслуживание и ремонт электрического и электромеханического оборудования

### Отделение организации дорожного движения
- Строительство железных дорог, путь и путевое хозяйство (СЖДПХ)
- Эксплуатация, ремонт и техническое обслуживание подвижного состава железных дорог (ЭРПС)
- Техническое обслуживание, ремонт и эксплуатация автомобильного транспорта (ТОРЭА)
- Автоматика, телемеханика и управление движения на железнодорожном транспорте (АиУ)
- Организация перевозок и управления движением на железнодорожном транспорте (ОПУТ)

### Отделение на казахском языке
- Открытая разработка месторождений полезных ископаемых
- Техническое обслуживание и ремонт горного электромеханического оборудования
- Строительство и эксплуатация зданий и сооружений (СЭЗ)